# 古牧温泉
古牧温泉（こまきおんせん／Komakionsen）位於青森縣三沢市

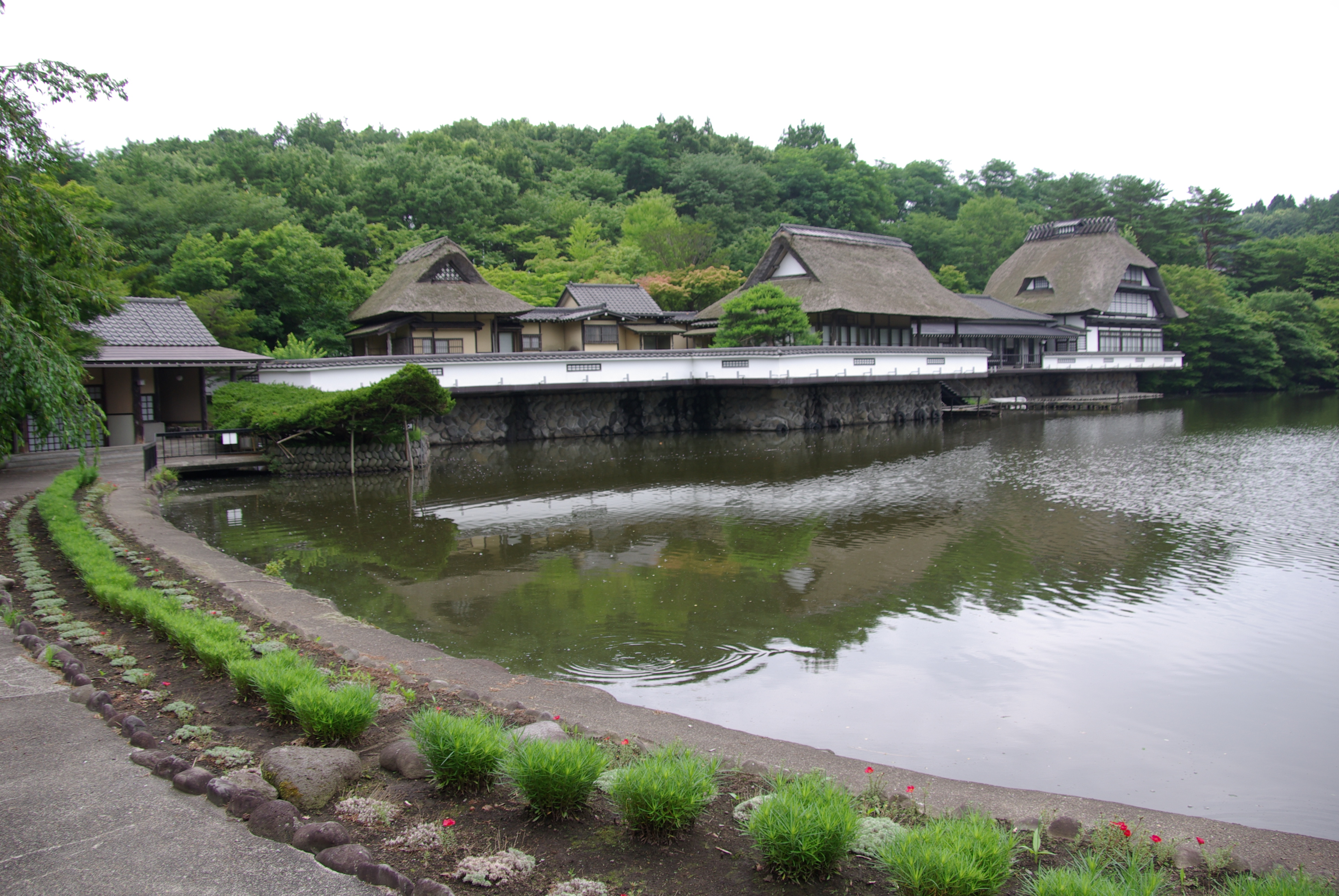

## 交通
- 火車
  - 從青森鐵道線　三沢火車站走路５分鐘
- 開車
  - 上北自動車道
- 飛機
  - 在三沢機場搭乘免費的古牧接駁車（古牧しゃとるバス）

## 外部連結
- 星野集团 青森屋 （页面存档备份，存于）
- 星野集团　奥入濑溪流酒店 （页面存档备份，存于）